# Max Gallo
Max Gallo (Nice, 7 de Janeiro de 1932 - Cabris, 18 de Julho de 2017) foi um escritor, historiador e político francês de ascendência italiana.
Foi porta-voz e ministro de François Mitterrand como membro do Partido Socialista. A despeito do passado de centro-esquerda, Max Gallo apoiou Nicolas Sarkozy na corrida à presidência da França, em 2007. Sua esposa Marielle Gallo, foi a quarta candidata das listas do UMP para o Parlamento Europeu em Ilha de França (2009)
Morreu no dia 18 de Julho de 2017, aos 85 anos.

## Obras

### Romances
- Le Cortège des vainqueurs, Robert Laffont, 1972
- La Baie des Anges, Robert Laffont, 1976
  - I. Ils venaient de la montagne
  - II. Les Bâtisseurs
  - III. Le Palais des fêtes
  - IV. La Promenade des Anglais
- Les Hommes naissent tous le même jour
  - I. Aurore, Robert Laffont, 1978
  - II. Crépuscule, Robert Laffont, 1979
- La Machinerie humaine
  - La Fontaine des innocents, Fayard, 1992
  - L’Amour au temps des solitudes, Fayard, 1992
  - Les Rois sans visage, Fayard, 1994
  - Le Condottiere, Fayard, 1994
  - Le Fils de Klara H., Fayard, 1995
  - L'Ambitieuse, Fayard, 1995
  - La Part de Dieu, Fayard, 1996
  - Le Faiseur d’or, Fayard, 1996
  - La Femme derrière le miroir, Fayard, 1997
  - Le Jardin des oliviers, Fayard, 1999
  - Un homme de pouvoir, Fayard, 2002
- Bleu blanc rouge
  - I. Mariella, XO, 2000
  - II. Mathilde, XO, 2000
  - III. Sarah, XO, 2000
- Les Patriotes
  - I. L’Ombre et la Nuit, Fayard, 2000
  - II. La flamme ne s’éteindra pas, Fayard, 2001
  - III. Le Prix du sang, Fayard, 2001
  - IV. Dans l’honneur et par la victoire, Fayard, 2001
- Les Chrétiens
  - I. Le manteau du soldat, Fayard, 2002
  - II. Le Baptême du roi, Fayard, 2002
  - III. La Croisade du moine, Fayard, 2002
- Morts pour la France
  - I. Le Chaudron des sorcières, Fayard, 2003
  - II. Le Feu de l'enfer, Fayard, 2003
  - III. La Marche noire, Fayard, 2003
- L'Empire
  - I. L’Envoûtement, Fayard, 2004
  - II. La possession, Fayard, 2004
  - III. Le désamour, Fayard, 2004
- La Croix de l'Occident
  - I. Par ce signe tu vaincras, Fayard, 2005
  - II. Paris vaut bien une messe, Fayard, 2005

### Ensaios
- Jésus, l'homme qui était Dieu, XO, 2010

### Política-ficção
- La Grande Peur de 1989, Robert Laffont, 1966
- Guerre des gangs à Golfe-City, Robert Laffont, 1991

### História
- L’Italie de Mussolini, Librairie académique Perrin, 1964
- L’Affaire d'Éthiopie, Le Centurion, 1967
- Contribution à l'étude des méthodes et des résultats de la propagande fasciste dans l'immédiat avant-guerre (1930-1940), Nice, 1968 (Thèse dactylographiée)
- Gauchisme, Réformisme et Révolution, Robert Laffont, 1968
- Histoire de l’Espagne franquiste, Robert Laffont, 1969
- Cinquième Colonne (1939-1945), Plon, 1970
- La Nuit des longs couteaux, Robert Laffont, 1971 (réédité à de nombreuses reprises)
- Tombeau pour la Commune, Robert Laffont, 1971
- La Mafia, mythe et réalités, Segher, 1972
- L’Affiche, miroir de l’histoire, Robert Laffont, 1973
- Le Pouvoir à vif, Robert Laffont, 1978
- Le XXe siècle, Librairie académique Perrin, 1979
- La Troisième Alliance, Fayard, 1984
- Les idées décident de tout, Galilée, 1984
- Lettre ouverte à Robespierre sur les nouveaux Muscadins, Albin Michel, 1986.
- Que passe la justice du Roi, Robert Laffont, 1987
- Les Clés de l’histoire contemporaine, Robert Laffont, 1989
- La Gauche est morte, vive la gauche !, Odile Jacob, 1990
- Manifeste pour une fin de siècle obscure, Odile Jacob, 1991
- L’Europe contre l’Europe, Le Rocher, 1992
- Jè, histoire modeste et héroïque d’un homme qui croyait aux lendemains qui chantent, Stock, 1994
- L’Amour de la France expliqué à mon fils, Le Seuil, 1999
- Fier d'être français, Fayard, 2006
- L'Âme de la France : Une histoire de la Nation des origines à nos jours, Fayard, 2007
- La Révolution française
  - I. Le Peuple et le roi, XO, 2009
  - II. Aux armes, citoyens !, XO, 2009
- Le Roman des Rois, Fayard, 2009
- Une histoire de la Predefinição:2e guerre mondiale
  - I. 1940, de l’abîme à l’espérance, XO, 2010
  - II. 1941, le monde prend feu, XO, 2011
  - III. 1942, le jour se lève, XO, 2011
  - IV. 1943, le souffle de la victoire, XO, 2011
  - V. 1944-1945, le triomphe de la liberté, XO, 2012
  - Ils ont fait la France, Figaro et Express, 2011-2012 : direction de la collection
  - 1. Napoléon : le conquérant, le législateur, le mythe, Figaro et Express, 2011
  - 2. Louis XIV : un règne de grandeur, Figaro et Express, 2011
  - 3. Jeanne d'Arc : sainte ou sorcière, Figaro et Express, 2011
  - 4. Henri IV : l'homme de la tolérance, Figaro et Express, 2011
  - 5. Louis XVI et Marie-Antoinette : la fin d'un monde, Figaro et Express, 2011
  - 6. Clemenceau : l'irréductible républicain, Figaro et Express, 2011
  - 7. François Ier : prince de la renaissance, Figaro et Express, 2011
  - 8. Danton et Robespierre : les deux visages de la révolution, Figaro et Express, 2012
  - 9. Charlemagne : guerrier et conquérant, Figaro et Express, 2012
  - 10. Saint Louis : le sceptre et la croix, Figaro et Express, 2012
  - 11. Richelieu : la raison d'État, Figaro et Express, 2012
  - 12. César et Vercingétorix : naissance d'une civilisation,Figaro et Express, 2012
  - 13. Catherine de Médicis : un destin plus grand que la prudence, Figaro et Express, 2012
  - 14. Jean Jaurès : apôtre de la patrie humaine, Figaro et Express, 2012
  - 15. Victor Hugo : le génie, l'insoumis, le visionnaire, Figaro et Express, 2012
  - 16. Clovis : roi des francs, Figaro et Express, 2012
  - 17. Napoléon III : l'empereur mal-aimé, Figaro et Express, 2012
  - 18. Les Poilus : héroïques et sacrifiés, Figaro et Express, 2012
  - 19. Charles de Gaulle : une nouvelle république, Figaro et Express, 2012
  - 20. Jean Moulin : l'âme de la résistance, Figaro et Express, 2012
- Une histoire de la Première Guerre mondiale
  - 1914, le destin du monde, XO, 2013
- Les Rois fondateurs, livre illustré, éditions du Toucan, 2013.
- La Chute de l'empire romain ; Paris (XO éditions), 2014.

### Entrevistas
- Histoires particulières - Conversations avec Paul-François Paoli, CNRS Éditions, 2009
- Un pas vers la mer, Robert Laffont, 1973
- L’Oiseau des origines, Robert Laffont, 1974
- Que sont les siècles pour la mer, Robert Laffont, 1977
- Une affaire intime, Robert Laffont, 1979
- France, Grasset, 1980
- Un crime très ordinaire, Grasset, 1982
- La Demeure des puissants, Grasset, 1983
- Le Beau Rivage, Grasset, 1985
- Belle Époque, Grasset, 1986
- La Route Napoléon, Robert Laffont, 1987
- Une affaire publique, Robert Laffont, 1989
- Le Regard des femmes, Robert Laffont, 1991
- Les Fanatiques, Fayard, 2006
- Le Pacte des assassins, Fayard, 2008

### Biografias
- Maximilien Robespierre, histoire d’une solitude, Librairie académique Perrin - collection tempus, 1968 (réédité en 2001 et 2008 sous le titre L'Homme Robespierre, histoire d’une solitude)
- Garibaldi, la force d’un destin, Fayard, 1982 - La petite Anita n'a jamais marché pieds nus à Caprera. Elle est décédée en 1875 - Causes de sa mort inconnues. Battistina Ravello, sa mère, était une femme simple d'une honorable famille.
- Le Grand Jaurès, Robert Laffont, 1984
- Jules Vallès, Robert Laffont, 1988
- Napoléon[7]
  - I. : Le Chant du départ (1769-1799), Robert Laffont, 1997
  - II. : Le Soleil d’Austerlitz (1799-1805), Robert Laffont et, 1997
  - III. : L’Empereur des rois (1806-1812), Robert Laffont, 1997
  - IV. : L’Immortel de Sainte-Hélène (1812-1821), Robert Laffont, 1997
- De Gaulle
  - I. : L’Appel du destin (1890-1940), Robert Laffont, 1998
  - II. : La Solitude du combattant (1940-1946), Robert Laffont, 1998
  - III. : Le Premier des Français (1946-1962, Robert Laffont, 1998
  - IV. : La Statue du commandeur (1963-1970), Robert Laffont, 1998
- Une femme rebelle : vie et mort de Rosa Luxembourg, Fayard, 2000
- Victor Hugo
  - I. : « Je suis une force qui va ! » (1802-1843), XO, 2001
  - II. : « Je serai celui-là ! » (1884-1885), XO, 2001
- César Imperator, Éditions XO, 2003
- Les Romains
  - I. Spartacus, la révolte des esclaves, Éditions Fayard, 2005
  - II. Néron, le règne de l'antéchrist, Éditions Fayard, 2006
  - III. Titus, le martyr des juifs, Éditions Fayard, 2006
  - IV. Marc Aurèle, le martyr des chrétiens, Éditions Fayard, 2006
  - V. Constantin le Grand, l'empire du Christ, Éditions Fayard, 2006
- Louis XIV
  - I. Le Roi-Soleil, XO, 2007
  - II. L'Hiver du grand roi, XO, 2007
- « Moi, j'écris pour agir » Vie de Voltaire, Éditions Fayard, 2008

### Autobiografia
- L'Oubli est la ruse du diable, XO, 2012

### Conto
- La Bague magique, Casterman, 1981

### Colaborações
- Au nom de tous les miens, de Martin Gray, Robert Laffont, 1971

### Álbuns
- L'Album de l'Empereur, Robert Laffont, 1997 (hors commerce)
- De Gaulle, les images d'un destin, avec le témoignage d'Yves Guéna, Le Cherche midi, 2007
- La Grandeur du Roi-Soleil, Éditions XO, 2007 (hors commerce)